# Kırklareli Üniversitesi
Die Kırklareli Universität wurde 2007 von der Trakya Üniversitesi unter Leitung von Enver Duran gegründet. Sie wurde auf der Basis der bereits bestehenden Fakultät für Ingenieursausbildung errichtet. Die Universität ist Mitglied im Netzwerk der Balkan-Universitäten, hat vier Fakultäten, zwei Institute, sieben Akademien und eine Schule. 

## Organisation
- Fakultät Ingenieurwesen
- Fakultät Ökonomie und Verwaltungswissenschaften
- Fakultät Wissenschaft und Kunst
- Fakultät Tourismus und Handel

Akademien und Schulen bestehen für Technikerausbildung, Sozialwesen und Gesundheitswesen sowohl in Kirklareli als auch externen Nebenstellen in drei weiteren Städten der Region. 